# 絵馬に願ひを! (Prologue Edition)
『絵馬に願ひを! (Prologue Edition)』（えまにねがいを ぷろろーぐえでぃしょん）はSound Horizonによる映像作品。2021年1月13日にポニーキャニオンから発売された。

## 概要
7.5th or 8.5th Story BDと銘打たれ、これまでCDとしてリリースしてきた『Story』シリーズとしては初のBlu-rayディスクでのリリースとなった。Sound HorizonメジャーデビューAround15周年記念作品。
"Prologue Edition"と表記されている通り、今後"Full Edition"が販売されることが告知されており、2023年6月14日に『絵馬に願ひを！（Full Edition）』が発売されている。
リスナー自身が選択肢を選んだりランダムで物語や視聴できる楽曲が変化するため、一巡しただけではすべての楽曲を聞けないようになっている。

## 収録曲
1. 星空へと続く坂道
ランダムで2通りに分岐。
2. 狼欒神社
ランダムでナレーション2パターン×間奏のアレンジ2パターンの4通りに分岐。
3. 夜の因業が見せた夢
ランダムで2通りに分岐。
4. 贖罪と《焔》の息吹 または 暗闇を照らすヒカリ
選択肢で2曲の内どちらかが再生。
5. 或る少女の記憶 または 或る少年の記憶
それぞれランダムでナレーションが4通りに分岐。
6. 私の生まれた《地平線》 または 生きているのはボクだけなんだろ？
選択肢で2曲の内どちらかが再生。
7. 恋は果てまで止まらない または 西風のように駆け抜けろッ！
選択肢で2曲の内どちらかが再生。それぞれランダムで2通りに分岐。
8. エンドロール
オープニング画面で「参詣す」を選んだ場合は上記の楽曲の視聴後に、「参詣せり」を選択した場合は楽曲は流れずにこの画面に直行する。

## 制作・参加メンバー
全作詞・作曲・編曲
- Revo

ボーカル
- 石田彩夏
- 香西愛美
- 清永大心
- SAK.
- 神社関係者
- ハセガワダイスケ
- 廣瀬真平
- 水野雅和

ミュージシャン
- 五十嵐宏治（Key.）
- 石塚由有（太鼓、神楽鈴、鼓）
- 大塚惇平（笙、鉦鼓）
- 大橋英之（Gt.）
- 熊田かほり（琵琶）
- 纐纈拓也（龍笛、楽太鼓）
- 淳士（Dr.）
- 髙桑英世（篠笛）
- 中ヒデヒト（Sax）
- 西山毅（Gt.）
- 長谷川淳（Ba.）
- 三浦元則（篳篥、鞨鼓）
- 本間貴士（箏）
- 与野裕史（Dr.）
- 弦一徹ストリングス

声優・ナレーター
- Ike Nelson
- 大塚明夫
- 沢城みゆき
- 深見梨加
- 悠木碧